# Джордж Девід Біркгоф
Біркгоф Джордж Девід або Біркгоф Георг-Девід (George David Birkhoff; 21 березня 1884 — 12 листопада 1944) — американський математик.
Член Національної АН у Вашингтоні, професор Гарвардського університету (з 1912). Був членом Геттінгенської академії наук.
Працював у галузях статистичної механіки (ергодичні теореми), теоретичної механіки (проблема стійкості руху), загальної теорії диференціальних та різницевих рівнянь і теорії динамічних систем.